# Glen of Imaal
Le Glen of Imaal (en irlandais : Gleann Uí Mháil) est un glen d'Irlande situé dans les montagnes de Wicklow, au pied des versants nord de Keadeen, nord-ouest de Lugnaquilla et sud-ouest de Camenabologue et Table Mountain. Une grande partie de la vallée est utilisée comme terrain d'artillerie par l'Armée irlandaise. Il existe donc des restrictions à la pratique de la randonnée pédestre.